# Rumigny (Ardenes)
Rumigny és un municipi francès situat al departament de les Ardenes i a la regió del Gran Est. L'any 2007 tenia 377 habitants.

## Demografia

### Població
El 2007 la població de fet de Rumigny era de 377 persones. Hi havia 144 famílies de les quals 40 eren unipersonals (16 homes vivint sols i 24 dones vivint soles), 40 parelles sense fills, 44 parelles amb fills i 20 famílies monoparentals amb fills.
La població ha evolucionat segons el següent gràfic:
Habitants censats

### Habitatges
El 2007 hi havia 182 habitatges, 147 eren l'habitatge principal de la família, 16 eren segones residències i 19 estaven desocupats. 165 eren cases i 14 eren apartaments. Dels 147 habitatges principals, 109 estaven ocupats pels seus propietaris, 30 estaven llogats i ocupats pels llogaters i 8 estaven cedits a títol gratuït; 1 tenia dues cambres, 12 en tenien tres, 38 en tenien quatre i 95 en tenien cinc o més. 113 habitatges disposaven pel capbaix d'una plaça de pàrquing. A 73 habitatges hi havia un automòbil i a 53 n'hi havia dos o més.

### Piràmide de població
La piràmide de població per edats i sexe el 2009 era:
| Homes | Edats   | Dones |
| ----- | ------- | ----- |
| 0     | 95 o +  | 0     |
| 0     | 90 a 94 | 0     |
| 0     | 85 a 89 | 0     |
| 0     | 80 a 84 | 0     |
| 4     | 75 a 79 | 8     |
| 8     | 70 a 74 | 12    |
| 16    | 65 a 69 | 16    |
| 16    | 60 a 64 | 8     |
| 4     | 55 a 59 | 4     |
| 8     | 50 a 54 | 20    |
| 16    | 45 a 49 | 12    |
| 12    | 40 a 44 | 16    |
| 8     | 35 a 39 | 12    |
| 16    | 30 a 34 | 12    |
| 16    | 25 a 29 | 4     |
| 8     | 20 a 24 | 4     |
| 16    | 15 a 19 | 16    |
| 20    | 10 a 14 | 8     |
| 16    | 5 a 9   | 8     |
| 12    | 0 a 4   | 12    |

## Economia
El 2007 la població en edat de treballar era de 213 persones, 139 eren actives i 74 eren inactives. De les 139 persones actives 117 estaven ocupades (81 homes i 36 dones) i 22 estaven aturades (13 homes i 9 dones). De les 74 persones inactives 25 estaven jubilades, 14 estaven estudiant i 35 estaven classificades com a «altres inactius».

### Ingressos
El 2009 a Rumigny hi havia 144 unitats fiscals que integraven 353 persones, la mediana anual d'ingressos fiscals per persona era de 12.454 €.

### Activitats econòmiques
Dels 16 establiments que hi havia el 2007, 2 eren d'empreses extractives, 1 d'una empresa alimentària, 1 d'una empresa de construcció, 4 d'empreses de comerç i reparació d'automòbils, 1 d'una empresa d'hostatgeria i restauració, 2 d'empreses financeres, 1 d'una empresa immobiliària, 1 d'una empresa de serveis, 2 d'entitats de l'administració pública i 1 d'una empresa classificada com a «altres activitats de serveis».
Dels 5 establiments de servei als particulars que hi havia el 2009, 1 era una gendarmeria, 2 oficines bancàries, 1 taller de reparació d'automòbils i de material agrícola i 1 electricista.
L'únic establiment comercial que hi havia el 2009 era una fleca.
L'any 2000 a Rumigny hi havia 18 explotacions agrícoles que ocupaven un total de 1.104 hectàrees.

## Equipaments sanitaris i escolars
El 2009 hi havia una escola elemental.

## Poblacions més properes
El següent diagrama mostra les poblacions més properes.